# Distretto di Brunei-Muara

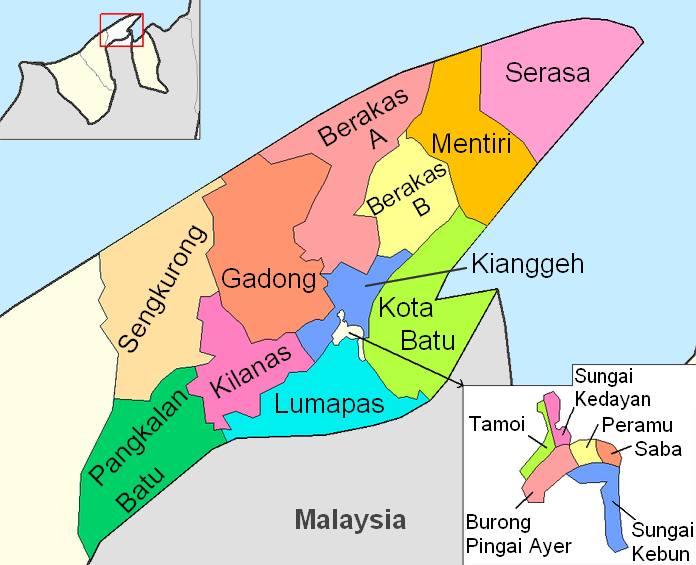
Gadong nel Brunei-Muara

Il Brunei-Muara è un distretto del Sultanato del Brunei situato nel nord dell'isola del Borneo con 319.500 abitanti al 2019.
Brunei-Muara è il distretto più settentrionale del Brunei e confina, a Occidente con il distretto del Tutong a Sud e a Oriente con la Malaysia e a Nord il distretto si affaccia sul Mar Cinese Meridionale. La provincia è solo pianeggiante e non ci sono rilevanti altezze; in questo territorio è stato possibile edificare delle città. Il clima è di tipo equatoriale con frequenti precipitazioni e caldo afoso. La città più importante del distretto è Bandar Seri Begawan, che è anche la capitale del Brunei, ciò rende la provincia la più potente e ricca dello stato.

## Geografia antropica

### Suddivisioni amministrative
Il distretto è suddiviso in 18 mukim:
- Berakas A
- Berakas B
- Burong Pingai Ayer
- Gadong A
- Gadong B
- Kianggeh
- Kilanas
- Kota Batu
- Lumapas
- Mentiri
- Pangkalan Batu
- Peramu
- Saba
- Sengkurong
- Serasa
- Sungai Kebun
- Sungai Kedayan
- Tamoi